# 호쿠부큐슈
호쿠부큐슈(일본어: 北部九州,  문화어: 호꾸부규슈)는 규슈 지방에서 북쪽에 위치해 있는 후쿠오카현, 사가현, 나가사키현, 구마모토현, 오이타현의 5현의 총칭이다. 일본 기상청의 구분에서는 야마구치현도 포함한다. 원래는 나카큐슈, 미나미큐슈와 같이 '기타큐슈'(北九州)라고 하였으나, 기타큐슈시가 발족한 이후로는 혼동을 막기 위해 '호쿠부큐슈'라고 고쳐 부른다.
오래 전부터 대륙 아시아와의 창구로 번성한 지방으로, 한국이나 중국으로부터의 문화를 수입하는 중요한 길목이 되었다. 벼 농사가 일본에 전래된 경로라고도 하며, 후쿠오카시에서 출토된 왜노국왕인이나 요시노가리 유적 등 창구의 역할을 증언하는 유적이 많다. 야마타이코쿠의 소재지에 대한 연구에서도 기나이에 위치했다는 설과 북부 규슈에 위치했다는 설이 있다.

## 자연환경
대한해협 연안은 동해와 접하고 있으므로, 겨울에는 적은 양의 눈이 내리기도 한다.
- 산: 운젠산, 아소산, 구주산
- 강: 지쿠고강, 나카강, 마쓰우라강, 혼묘강, 야마쿠니강, 기쿠치강
- 평야: 쓰쿠기평야, 기쿠치평야, 나카쓰평야

## 같이 보기
- 기타큐슈 공업지대
- 미나미큐슈 지방